# Northwich
Northwich är en stad och civil parish i Cheshire West and Chester, i Cheshire i England. Folkmängden uppgick till 45 471 invånare 2011, på en yta av 13,96 km².